# Luca Formentini
Luca Formentini (Brescia, 1968) è un musicista italiano.

## Biografia
Luca Formentini è un compositore, sound-artist e chitarrista, utilizza principalmente la chitarra come sorgente sonora per una ricerca timbrica effettuata attraverso apparecchiature elettroniche e digitali. Approfondisce la ricerca sul suono con field-recording, campionatori e sintetizzatori modulari. Costruisce strumenti recuperando materiali riciclati.
Svolge una ricerca sulla relazione tra suono e ambienti museali intitolata "Art Spaces".
Si muove negli ambiti della musica ambient, elettroacustica, elettronica e di improvvisazione libera.
Produce vino sul lago di Garda.

## Carriera

### Gli inizi
Inizia a suonare nella seconda metà degli anni ottanta.
Attivo nell'underground bresciano, prima di intraprendere la carriera solista collabora con musicisti della scena wave locale come Roberto Kovre, Francesco Renga, Tom Fleury, Gabriele Farina, Francesco Ferrari.
Si dedica completamente all'esplorazione sonora dalla fine degli anni 90, pubblica il primo brano in solo utilizzando field recording nel 2000 sulla compilation internazionale CT-Location e produce il suo primo album solista Subterraneans nel 2003.
A questo fanno seguito pubblicazioni in Italia, Australia, USA, Giappone, India e Inghilterra.

## Collaborazioni[9]
Ha collaborato con musicisti italiani e esteri di diversi percorsi musicali come Holger Czukay, Robert Rich, Markus Stockhausen, Steve Jansen, Lino Capra Vaccina, Steve Lawson, Rick Cox, Stefano Castagna, Deborah Walker, Theo Travis ed altri.
All'inizio degli anni 2000 con Stefano Castagna ha fondato il progetto Flos, basato sull'utilizzo di strumenti autocostruiti.

## Video, installazioni e sonorizzazioni
Oltre all'attività musicale di composizione e performativa è attivo anche in installazioni audio site-specific.
Lavora con Julia Bornefeld, Lucio Pozzi, Albano Morandi e su lavori di Alik Cavaliere, Peter Fellin, Agnes Martin, Gulsun Karamustafa.
Collabora con Mario Piavoli e Pietro Gardoni in ambito audiovisuale.

## Discografia

### Album come solista[23]
- 2003 - Subterraneans (Auditorium Edizioni - Italia - AUD01403)
- 2007 - Tacet (Extreme Records - Australia - XCD 060)
- 2018 - Scintilla (Audiobulb Records - UK - RBCD0318)
- 2020 - Art Spaces vol.1 (Laverna - Italia - LAV86)
- 2021 - Intra- (Subcontinental Records - India - SCR049)
- 2024 - I Am Ghosts (Curious Music - USA)

### Ensembles
- 2005 - Deep Ocean Inside – Isn't (Sublime Label – Italia)
- 2008 - Flowers of Now with Markus Stockhausen, Tara Bouman, Deborah Walker, Vera Fischer (21st records – Italia - HO-20087-12)
- 2014 - Il Sogno Bianco – Flos (Segesto Invenzioni - Ritmo & Blu – Italia)
- 2015 - The Eyes – Sender+Flos (BaconAnDecks records – Germania - BAD001)
- 2019 - Songs/Signs – Flos (Audiobulb records – Ritmo & Blu – UK/Italia - RBCD02/319)
- 2022 - For Sundays When It Rains - con Robert Rich (Soundscape Productions – USA - SP040)
- 2023 - Rêverie - con Markus Stockhausen (Dark Companion Records – Italia - DC020)
- 2024 - Cloud Ornament - con Robert Rich (Soundscape Productions – USA - SP042)

### Collaborazioni come strumentista
- 2002 - Linear City – Holger Czukay (Revisited Records - Germania - REV090)
- 2005 - An Impulse of Acoustic – Sunao Inami (Electr-Ohm - Giappone - TCCD-20051)
- 2007 - 21st Century – Holger Czukay (Revisited Records - Germania - REV066)
- 2010 - Phoenix – Angela Kinczly (Segesto Invenzioni – Italia - SI01/10)
- 2013 - La visita – Angela Kinczly (QBL – Italia - QBL1302)
- 2017 - 10 Tumbleweeds – Piero Chianura (Apparèmment Des Notes – Italia)

### Compilation
- 2000 - Ambitative vol. 1 (CT-Collective - USA - NEMO 007-1)
- 2000 - Philter Phrenzy  (CT-Collective - USA - NEMO 005)
- 2001 - State of the Union (Electronic Music Foundation - USA - EMF CD 028)
- 2001 - Locations vol. 1 (CT-Collective - USA - NEMO 013-1)
- 2004 - Cue One (CUE Rescords, Giappone - QCD C-1)
- 2005 - Beyond the Darkness (Oltre Il Suono - Italia)
- 2005 - Village of the Unfretted
- 2009 - Zaum vol.1 (Psychonavigation Records - Irlanda - PSY029)
- 2013 - 121212 (Looper's Delight - USA)
- 2021 - The Wire Tapper 56 (Wire Magazine - UK - Issue 450)
- 2023 - Brixia Sonora (Rebirth - Italia - REB128)